# Igor Wandtke
Igor Wandtke (* 3. November 1990 in Lübeck) ist ein deutscher Judoka, der in der Gewichtsklasse bis 73 kg antritt. Er ist Träger des 4. Dan.

## Werdegang
Wandtke gewann 2012, 2014, 2017 und 2018 den Deutschen Meistertitel. 2012 gewann er außerdem die Bronzemedaille bei den U23-Europameisterschaften. 2013 siegte Wandtke beim Europacup in London und beim Grand Prix in Qingdao, bei den Weltmeisterschaften 2013 erhielt er mit der Mannschaft die Bronzemedaille. 2015 siegte er beim Weltcup in Cluj und belegte beim Grand Slam in Abu Dhabi den zweiten Platz. Wandtke trat bei den Olympischen Spielen 2016 an und unterlag im Achtelfinale gegen Sagi Muki aus Israel. Bei den Weltmeisterschaften 2017 verlor er bereits in der ersten Runde. 2018 belegte er beim Grand Slam in Paris und in Düsseldorf jeweils den fünften Platz. Mit der Mannschaft des Deutschen Judo-Bundes (DJB) wurde Igor Wandtke am 18. Juli 2018 Mannschafts-Europameister im russischen Jekaterinburg. Beim Grand Prix in Tashkent am 10. November 2018 wurde Wandtke Zweiter. Ein halbes Jahr später belegte er beim Grand Prix in Hohot (China) den dritten Platz. Am 25. Oktober 2019 gewann Igor Wandtke in Abu Dhabi beim Grand Slam eine Bronzemedaille. Bei den Oceania Open in Perth (Australien) wurde Igor Wandtke eine Woche später am 3. November 2019 Zweiter. Am 12. Januar 2021 gewann Wandtke in Doha beim IJF Judo Masters die Bronzemedaille. Bei den Olympischen Spielen in Tokio schied Wandtke in seinem Auftaktkampf gegen den Usbeken Hikmatilloh Toʻrayev aus. Im Mixed-Mannschaftswettbewerb gewann die deutsche Mannschaft eine Bronzemedaille. Wandtke wurde im Kampf um Bronze nicht eingesetzt, aber in beiden vorherigen Kämpfen und erhielt deshalb ebenfalls die Bronzemedaille. Deshalb wurde auch er vom Bundespräsidenten am 8. November 2021 – zusammen mit der Mannschaft – mit dem  Silbernen Lorbeerblatt ausgezeichnet. 2024 bei seinem dritten olympischen Judoturnier schied Wandtke im Achtelfinale aus. Im Mixed-Mannschaftswettbewerb erreichte er den fünften Platz. 
Wandtke startet für das Judo-Team Hannover und in der 1. Deutschen Judo-Bundesliga für den KSV Esslingen.

## Erfolge
- Deutscher Meister 2012, 2014, 2017, 2018
- Sieg beim European Cup 2013, 2017
- Sieg bei den European Open 2015
- Sieg beim Grand Prix Qingdao 2013

## Auszeichnungen
- 2021: Silbernes Lorbeerblatt
- 2021: Niedersachsens Sportler des Jahres
- 2022: Niedersächsische Sportmedaille[4]